# 援助难民学者理事会
援助难民学者理事会（英語：Council for At-Risk Academics，縮寫CARA），是一个英国慈善组织，致力于帮助面临直接危险的学者、被迫流亡的学者以及许多面临严重危险卻仍选择留在祖国的学者。CARA还为面临危险或已受到损害但继续运行的高等教育机构提供支援。CARA通过在经济和后勤上协助学者轉任国外高等教育机构並协助其原籍国的学者，为他们继续学习提供学术支援。
該组织成立于1933年，当时名为学者援助委员会（Academic Assistance Council，縮寫AAC），旨在帮助被迫逃离纳粹政权的学者。1936年，它被合并更名为保护科学与学习协会（Society for the Protection of Science and Learning，縮寫SPSL）。1999年，它更名为难民学者援助委员会（Council for Assisting Refugee Academics，縮寫CARA）。2014年更名为现名，该组织目前以伦敦南岸大学为基地，继续为处于危险中的学者提供支援。

## 历史

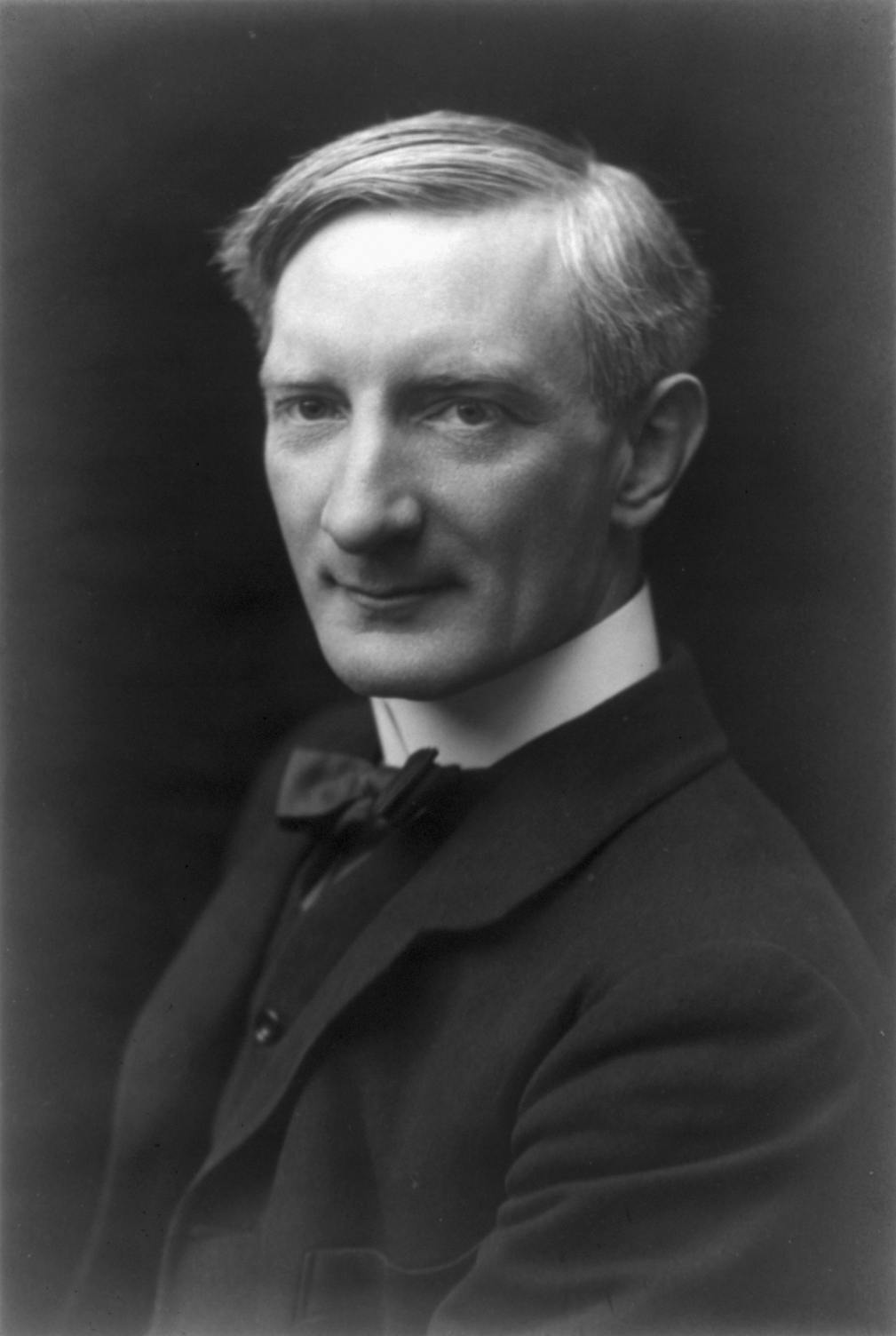
威廉·贝弗里奇

学者援助委员会（Academic Assistance Council，AAC）由威廉·贝弗里奇于1933年4月创立。在前往维也纳途中，他得知德国大学的一些知名教授因种族、政治等原因被解雇，并被迫为越来越多的流离失所的学者发起“救援行动”。返回英国后，贝弗里奇开始寻求知名学者的支持。
1933年5月22日，該組織的創立宣言制定完毕，開始在英国的大学、政治家和慈善家之間流传。這份最初的號召文件著重於提供实际支持、帮助逃避迫害和重新安置於英国大学，并刻意避免发表任何形式的政治评论。
该委员会由41名活跃于英国知识分子活动的男女组成，并由“令人敬畏的”埃丝特·辛普森担任助理秘书，办公场所由英国皇家学会提供。诺贝尔奖获得者化学家和物理学家卢瑟福勋爵被选为第一任會長。另一位诺贝尔奖获得者科学家、剑桥大学国会议员A·V·希尔出任副會長。该委员会成员包括J·S·霍尔丹、霍普金斯爵士、瑞利勋爵和W·H·布拉格爵士。
1933年10月，一万人参加了由AAC等多个组织在伦敦皇家阿尔伯特音乐厅举办的活动。阿尔伯特·爱因斯坦於就任美国普林斯顿大学之前在欧洲的最后一次重要公开演讲中谈到了学术自由的重要性。他在演讲中受到热烈的欢呼，他鼓励听众“抵制威胁压制知识和个人自由的勢力”，并谈到我们有责任“关心我们所擁有之永恒和最高尚的东西”。
1936年，AAC更名为保护科学与学习协会（SPSL）。这一变化反映了该组织角色的意识形态发展：从协助个别学者，到保护学术自由本身。在20世纪30至40年代，数千名学者得到了SPSL的帮助；有些人雖然逃离了纳粹德国和奥地利，但需要得到进一步的援助，才能从英国拘留敌国僑民的马恩岛监狱中獲得释放。十六位学者在协助下成为诺贝尔奖获得者，十八位被封为爵士，一百多人被选为英国科学院或皇家学会院士。其中值得注意的是：路德维希·古特曼后来创立了残奥会；马克斯·玻恩是量子力学的先驱，也是反对发展核武器的最著名物理学家之一；恩斯特·柴恩在青霉素的发现中发挥了重要作用。
SPSL的工作一直延续至第二次世界大战结束后。贝弗里奇后来在他的1959年著作《捍卫自由学习》中解释了，尽管希特勒已经死去，但「不宽容的風氣并没有消失」，而且持续的需求和未来可能的危机使得协会的服务在欧洲和世界各地仍然是至关重要的。
在20世纪40年代和50年代，SPSL帮助许多学者逃离苏联和东欧的斯大林政权。随着时间的推移，SPSL的关注范围不断扩大，其中包括逃离南非种族隔离政权以及智利和阿根廷军政府的人们。SPSL曾于1966年和1988年两次帮助过最著名的南非流亡者之一，他是反种族隔离领袖奥比·萨克斯，后来成为曼德拉领导下的南非宪法法院法官。萨克斯形容SPSL的援助給他帶來“巨大的精神和情感慰藉”，他将继续成为该慈善机构的支持者。
自20世纪90年代以来，SPSL的重点已转移到中东，特别是伊拉克和伊朗，以及非洲的動盪地区。1999年，SPSL更名为难民学者援助委员会。2014年再次更名，但保留了其缩写CARA，成为救助遇险学者委员会。这一变化反映出CARA帮助了许多面临巨大危险但并不将自己视为“难民”，而是仍然希望在条件允许的情况下留在或返回祖国的人。

## AAC/SPSL/CARA协助的杰出学者
在早期协助的1500名学者中，有16人获得了诺贝尔奖，18人获得了爵士爵位，超过100人被选为英国皇家学会和英国科学院院士，还有更多人成为各自领域的领导者。
- 沃尔特·博德默爵士是一位杰出的人类遗传学家，他也因扩大公众对科学的理解而受到赞誉。
- 赫尔曼·邦迪爵士是一位数学家，帮助开发了雷达并影响了相对论，曾担任英国两个政府部门的首席科学家以及剑桥大学丘吉尔学院的院长。
- 马克斯·玻恩成为爱丁堡大学自然哲学泰特教授，并因其在量子力学方面的开创性工作于1954年获得诺贝尔奖。
- 恩斯特·钱恩爵士因其在青霉素方面的共同工作而于1945年获得诺贝尔奖。
- 历史学家和历史哲学家杰弗里·埃尔顿爵士（英语：Geoffrey Elton）帮助增进了对都铎政府的了解。
- 恩斯特·贡布里希爵士将艺术美学的基本问题引起了学术界和公众的关注。
- 1939年，路德维希·古特曼爵士及其家人在帮助下逃离纳粹德国。SPSL代表他们与内政部进行谈判，捐赠了250英镑（相当于今天的10,000英镑左右）并帮助他们在牛津定居。在这里，他们住在SPSL委员、贝利奥尔学院院长桑迪·林賽（英语：Sandie Lindsay, 1st Baron Lindsay of Birker）的家里。[10]格特曼随后在斯托克曼德维尔医院（英语：Stoke Mandeville Hospital）建立了国家脊柱损伤诊所，在那里他彻底改变了脊柱损伤患者的治疗方法，并继续制定了后来的残奥会。
- 彼得·赫希爵士使牛津大学的材料科学与工程研究现代化。
- 奥托·卡恩·弗罗因德爵士（英语：Otto Kahn-Freund）是劳动法领域的领先理论家和实践者。
- 伯纳德·卡茨爵士因对神经肌肉传递机制的共同研究而于1950年获得诺贝尔奖。
- 汉斯·科恩伯格爵士（英语：Hans Kornberg）致力于微生物碳水化合物运输的性质和调节，并为议会提供科学和技术方面的建议。
- 汉斯·克雷布斯爵士因其对被称为“克雷布斯循环”的复杂代谢化学反应序列的共同研究而于1953年获得诺贝尔奖。
- 克劳斯·莫瑟爵士（英语：Claus Moser, Baron Moser）是一位著名的统计学家，曾领导中央统计局并担任牛津大学副校长。
- 鲁道夫·佩尔斯爵士在伯明翰和牛津教授理论物理学，并参与了原子武器的发展和帕格沃什反核运动。
- 马克斯·佩鲁茨因对血红蛋白结构的共同研究增进了我们对血液疾病的了解而荣获1962年诺贝尔化学奖。
- 尼古拉斯·佩夫斯纳爵士为学者和广大公众带来了关于英国建筑遗产的新视角。
- 卡尔·波普尔爵士是一位极具影响力的政治和社会哲学家，也是各种形式的极权主义的批评者。
- 弗朗西斯·西蒙爵士在牛津克拉伦登实验室开创了热力学和低温物理学的研究。
- 奧比·薩克斯于1966年和1988年两次得到SPSL的帮助。
- 杰克·马潘杰是马拉维作家、诗人和学者，1991年移居英国。

## 治理和组织
CARA拥有一个由二十五人组成的管理委员会，主要从学术界招募。管理委员会每年举行两次会议，而财务和一般用途委员会至少每季度举行一次会议。
马尔科姆·格兰特爵士教授是CARA的會長。安妮·朗斯代尔担任主委，戴安·霍普金爵士教授担任副主委。执行長官斯蒂芬·华兹华斯负责CARA及其员工的日常管理。

## 目前的工作
CARA主持多个项目。
「奖学金计划」支援经常面临直接危险的学者安全地继续他们的工作。CARA与CARA SAR（美國受難學者機構）英国大学网络中的112所大学，以及英国和国外的其他机构密切合作，以确保学者們的安置。CARA会检查申请人的背景、资格和推荐信，并與高等教育機構协商安置的细节。CARA提供费用减免以及财务和实物支援，而所需的任何额外资金则由该组织自己的资源分配。CARA协助学者及其家人获得适当的签证。
CARA支援的许多学者都致力于在条件允许的情况下返回祖国重建社会，並利用他们在国际学术实习中获得的技能和人脉关系。CARA还为因持续危险而无法返回家园的学者提供就业建议以及培训和教育机会，使学者们能够在英国重建职业生涯。
CARA的「国家计划」为那些冒着风险在自己的国家工作或被迫流亡到周边地区的学者提供支援。
「伊拉克计划」于2006年底启动，旨在应对有针对性的暗杀和绑架活动。2003年至2012年间，超过350名伊拉克学者被谋杀，数千人被迫流亡海外或在国内流离失所。在伊拉克计划的鼎盛时期，超过75名学者分别来自16所英国大学和11所伊拉克大学，合作开展了与伊拉克直接相关的研究。研究重点关注例如：贫铀污染土壤的影响；中小学课程和课文存在的偏见；在缺乏现有服务的情况下发展儿童心智能力；利用移动电话技术加强公共卫生服务；以及2003年后女性学者的地位等问题。CARA的伊拉克计划力求确保伊拉克和其它更广泛地区的知识技术得到发展，而不至于丧失。
「津巴布韦计划」于2009年启动，旨在应对逃离津巴布韦的学者人数显着增加以及高等教育质量急剧下降的报道。该计划提供赠款和獎助金来支付重要设备和用品的费用，并于2012年在津巴布韦大学建立了一个“虚拟演讲厅”。这使得流亡在外的津巴布韦学者和其他人能够与卫生和兽医科学学院实时联系，以填补知识空白，提高教学和研究水准，并促进加强网络和合作。为了满足需求，2013年10月提供了第二个移动系统。该设备已正式移交给津巴布韦大学，并继续正常使用，为津巴布韦大学提供了持久的遗产。
借鉴其早期针对伊拉克和津巴布韦的两个区域计划的经验，“叙利亚计划”于2016年启动，有五个主要领域：学术英语；学术发展；研究孵化参观；CARA委托研究；和叙利亚研究奖学金计划。综合在线基础课程由教育专家开发，提供英语和阿拉伯语课程，旨在让参与者熟悉与研究相关的关键概念。2021年6月，CARA推出了新的“Briefing Paper”系列，概括并快速传播关于叙利亚和受迫害的叙利亚人所面临的严峻挑战的重要研究成果，并通过当地的专业知识、经验、网络提供独特见解。这项研究是CARA合作模式的一部分，由叙利亚学者与国际学术和科学界同行合作完成。最近新的项目着重支持女性学者以及艺术和人文学科领域的学者，以纠正参与者之间的性别不平衡现象。